# 時空連続体
時空連続体（じくうれんぞくたい）とは、時空を4次元多様体としてとらえることを指す。連続体という考え方は古典的であるので、時空の量子論を論じる際には多様体という幾何学的物体を量子化して考えなければならない。しかしどのように量子化するのかまだよくわかっていない。その候補として非可換幾何学が挙げられる。